# Herb gminy Chrostkowo
Herb gminy Chrostkowo – jeden z symboli gminy Chrostkowo, autorstwa Krzysztofa Mikulskiego, ustanowiony 27 czerwca 2016.

## Wygląd i symbolika
Herb przedstawia na tarczy w błękitnym polu złoty kościół ponad złotym kołem młyńskim. Złoty kościół w herbie przedstawia sylwetkę kościoła św. Barbary w Chrostkowie, a koło młyńskie nawiązuje do młyna w Nietrzebie.